# Station Hamburg-Allermöhe
Station Hamburg-Allermöhe (Haltepunkt Hamburg-Allermöhe, kort: Haltepunkt Allemöhe) is een spoorwegstation in het stadsdeel Allermöhe van de Duitse stad Hamburg. Het station is onderdeel van de S-Bahn van Hamburg aan de spoorlijn Hamburg Hauptbahnhof - Aumühle en is geopend op 30 mei 1999.

## Indeling
Het station telt één eilandperron met twee perronsporen. Langs het station lopen sporen van de doorgaande spoorlijn Berlijn - Hamburg. Het perron is bijna over de volledige lengte overkapt. In het midden van het perron zijn er trappen en een lift naar straatniveau. Onder het station is een bushalte, de bussen komen vanaf de Walter-Rudolphi-Weg en keren aan de noordzijde van het station in een keerlus. Aan de voorzijde is er een fietsenstalling. Tevens ligt het station naast het winkelcentrum Fleetplatz.

## S-Bahnlijnen
De volgende S-Bahnlijn doet het station Allermöhe aan:
| Serie | Treinsoort        | Route                                                                            | Bijzonderheden |
| ----- | ----------------- | -------------------------------------------------------------------------------- | -------------- |
|       | S-Bahn (DB Regio) | Altona – Dammtor – Hauptbahnhof – Berliner Tor – Allermöhe – Bergedorf – Aumühle |                |